# Pseudeusemia klossi
Pseudeusemia klossi är en fjärilsart som beskrevs av Rothschild 1915. Pseudeusemia klossi ingår i släktet Pseudeusemia och familjen mätare. Inga underarter finns listade i Catalogue of Life.